# Кузьмищи
Кузьмищи — деревня в Костромском районе Костромской области. Административный центр Кузьмищенского сельского поселения.

## Этимология
Название происходит от имени Кузьма.

## География
Находится в юго-западной части Костромской области на расстоянии приблизительно 15 км на север-северо-восток по прямой от железнодорожной станции Кострома-Новая.

## История
Упоминается в грамоте XV или XVI веков. Известно, что до 1764 года деревня принадлежала Ипатьевскому монастырю. В 1872 году здесь было учтено 10 дворов, в 1907 году — 18.

## Население
Постоянное население составляло 63 человека (1872 год), 102 (1897), 96 (1907), 653 в 2002 году (русские 96 %), 728 в 2022.